# NGC 1366
NGC 1366 è una galassia lenticolare situata nella costellazione della Fornace, a una distanza di circa 54 milioni di anni luce dalla nostra Via Lattea.

## Scoperta
La galassia è stata scoperta il 9 ottobre 1790 dall'astronomo britannico di origine tedesca William Herschel.

## Descrizione
Dato il valore della sua luminosità superficiale pari a 11,79, NGC 1366 può essere inclusa tra le galassie che presentano una elevata luminosità superficiale.

## Gruppo di NGC 1399
NGC 1366 fa parte del Gruppo di NGC 1399, a sua volta incluso nel più vasto Ammasso della Fornace, e che comprende almeno 42 galassie, tra cui NGC 1326, NGC 1336, NGC 1339, NGC 1344 (=NGC 1340), NGC 1351, NGC 1369, NGC 1373, NGC 1374, NGC 1379, NGC 1387, NGC 1399, NGC 1406, NGC 1419, NGC 1425, NGC 1427, NGC 1428, NGC 1437 (=NGC 1436), NGC 1460, IC 1913 e IC 1919.